# Cinemascenen
Cinemascenen är ett biografföretag med huvudkontor i Katrineholm. Företaget grundades av Carl Stefan Rydén på 80-talet.
I april 2022 finns företaget på fem orter i Sverige. I april 2010 fanns företaget på åtta orter i Sverige.
- Cinema 3, Hudiksvall
- Cinema 3, Katrineholm
- Cinema 3, Strängnäs
- Svea Bio, Söderhamn
- Cinema 3, Ystad

## Tidigare Biografer i kedjan
- Saga, Flen
- Elektron, Gnesta
- Grand, Simrishamn